# Alkohole cykliczne

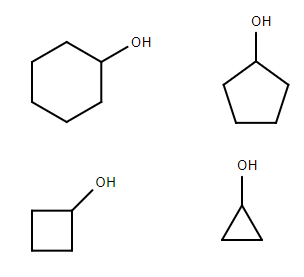
Przykładowe wzory alkoholi cyklicznych: cykloheksanol, cyklopentanol, cyklobutanol, cyklopropanol

Alkohole cykliczne (cyklanole) – grupa organicznych związków chemicznych z grupy alkoholi, będących pochodnymi węglowodorów cyklicznych. W przypadku pochodnych cykloalkanów zawierających jedną grupę hydroksylową, mają wzór ogólny C
nH
2n−1OH.
W wyniku utleniania przekształcają się w ketony cykliczne, np. cykloheksanol daje cykloheksanon. Jest to jedna z przemysłowych metod produkcji tego związku, który jest ważnym rozpuszczalnikiem stosowanym w przemyśle chemicznym. Do utleniania można stosować np. powietrze (lub czysty tlen), kwas azotowy lub nadtlenek wodoru. Reakcje te prowadzi się w obecności katalizatorów.